# 大勐宜区
大勐宜区，是缅甸联邦第一特区贵概县下辖的一个区。

## 区划沿革
大勐宜区原隶属勐古县。

## 行政区划
大勐宜区下辖以下等乡镇：
- 大勐宜镇[3]
- 老勐稳乡[4]
- 小河乡
- 蛮姐乡
- 南翁乡[5]